# Ockergelbe Fetthenne
Die Ockergelbe Fetthenne (Sedum ochroleucum Chaix; Syn.: Sedum anopetalum DC., Petrosedum ochroleucum (Chaix) Niederle), auch Blassgelbe Fetthenne oder Blassgelber Mauerpfeffer genannt, ist eine Pflanzenart aus der Gattung der Fetthennen (Sedum) in der Familie der Dickblattgewächse (Crassulaceae).

## Beschreibung

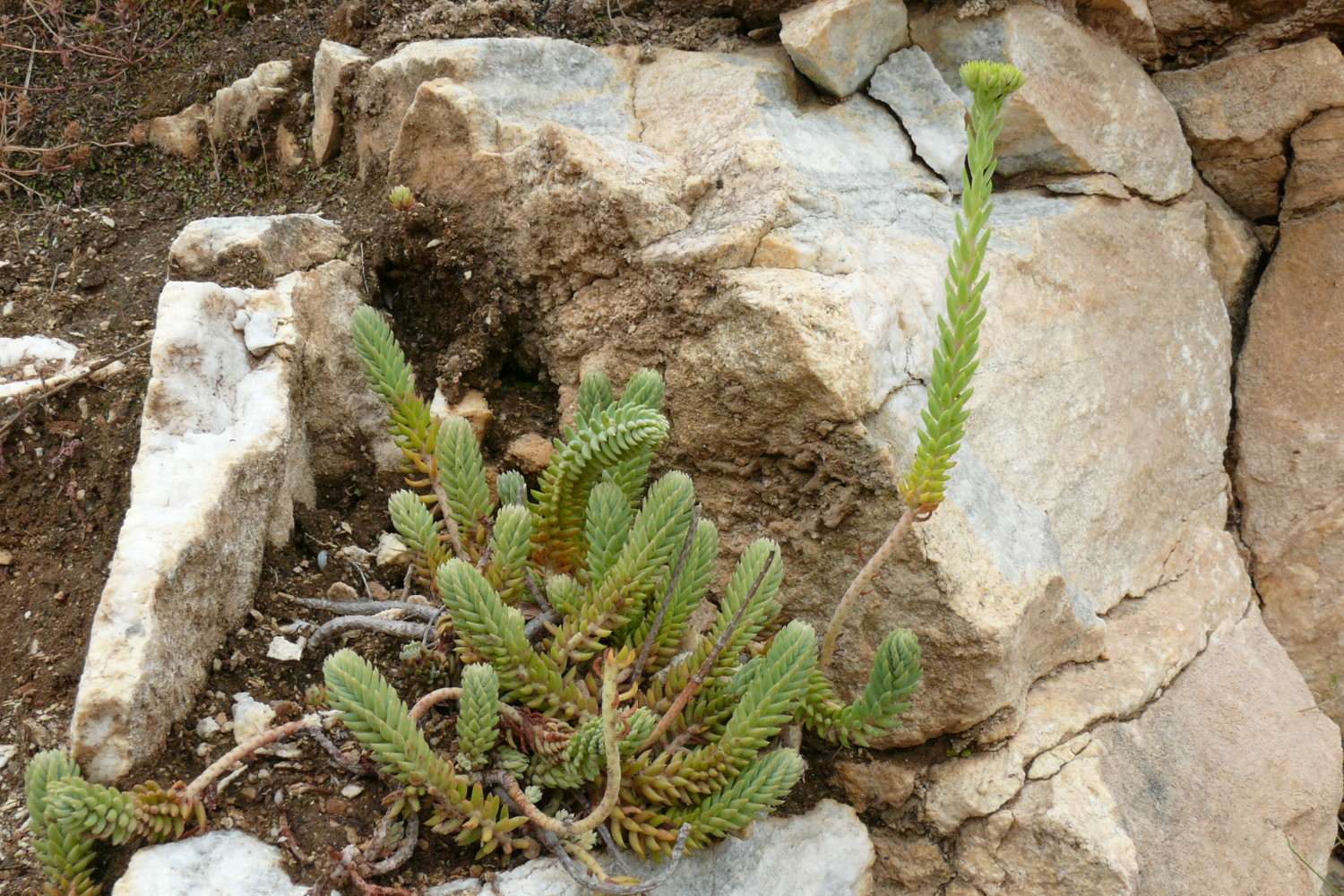
Ockergelbe Fetthenne (Sedum ochroleucum)

### Vegetative Merkmale
Die Ockergelbe Fetthenne ist eine ausdauernde Pflanze, die Wuchshöhen von 10 bis 30 Zentimetern erreicht. Ihre Sprosse sind kriechend, am Grund ästig und grau bereift. Die Laubblätter bleiben lange erhalten, die vertrockneten fallen rasch ab. Die Laubblätter sind linealisch, fast walzlich und oberseits etwas abgeflacht. Sie sind am Grund kurz gespornt, aufrecht-abstehend und haben eine kurze Stachelspitze.

### Generative Merkmale
Die Blütezeit reicht von Juni bis Juli. Die Blütenstände nicken vor dem Aufblühen der aufrechten Blüten nicht und besitzen voll entwickelt keine zurückgebogenen Äste. Die blühenden Stängel sind nur locker beblättert.
Die zwittrige Blüte ist radiärsymmetrisch mit doppelter Blütenhülle. Die Kelchblätter sind bei einer Länge von 6 bis 7 Millimetern lanzettlich mit spitzem oberen Ende und drüsig. Die Kronblätter sind etwa 1,5-mal so lang wie die Kelchblätter. und mehr als 8 Millimeter lang.  Die Krone ist weißlichgelb bis blassgelb gefärbt. Es sind zehn Staubblätter vorhanden.
Die Chromosomenzahl beträgt 2n = 34, 68 oder 102.

## Vorkommen
Sedum ochroleucum kommt vom westlichen Südeuropa bis zum warmgemäßigten Westeuropa (Frankreich) vor. Es gibt Fundortangaben für die Länder Spanien, Frankreich, Italien, Sizilien, Deutschland, die Schweiz, Slowenien, Kroatien, Serbien, Bosnien und Herzegowina, Montenegro, Albanien, Nordmazedonien, Griechenland, Bulgarien, die Ägäis, die Türkei, Rumänien, die Slowakei und Tschechien.
Aus Deutschland sind nur wenige Vorkommen in Thüringen und Sachsen bekannt. Sie wächst in Kalkfels- und -schotterfluren und Weinbergsmauern auf trockenen, meist kalkreichen, nährstoffarmen Steinböden. Der erste sichere Beleg dieser Art aus Deutschland stammt aus dem Jahr 1882. Sie wächst in Pflanzengesellschaften des Verbands Xerobromion.
Die ökologischen Zeigerwerte nach Landolt et al. 2010 sind in der Schweiz: Feuchtezahl F = 1w+ (sehr trocken aber stark wechselnd), Lichtzahl L = 4 (hell), Reaktionszahl R = 3 (schwach sauer bis neutral), Temperaturzahl T = 4+ (warm-kollin), Nährstoffzahl N = 2 (nährstoffarm), Kontinentalitätszahl K = 4 (subkontinental).

## Taxonomie
Die Ockergelbe Fetthenne wurde 1786 als Sedum ochroleucum von Dominique Chaix in Dominique Villars Histoire des plantes du Dauphiné, Band 1, S. 325 erstbeschrieben. Diese Art wurde 2014 von Josef Niederle in Skalničkářův rok, Volume 69, S. 56 als Petrosedum ochroleucum (Chaix) Niederle in die Gattung Petrosedum gestellt. Synonyme sind Sedum rupestre subsp. ochroleucum (Chaix) Hegi & Em.Schmid, Sedum anopetalum DC., Petrosedum rupestre subsp. anopetalum (DC.) Velayos.

## Nutzung
Die Ockergelbe Fetthenne wird selten als bodendeckende Zierpflanze für Steingärten genutzt.